# Gunton Hall
Gunton Hall, Gunton Park, est une grande maison de campagne près de Suffield dans le Norfolk.

## Histoire

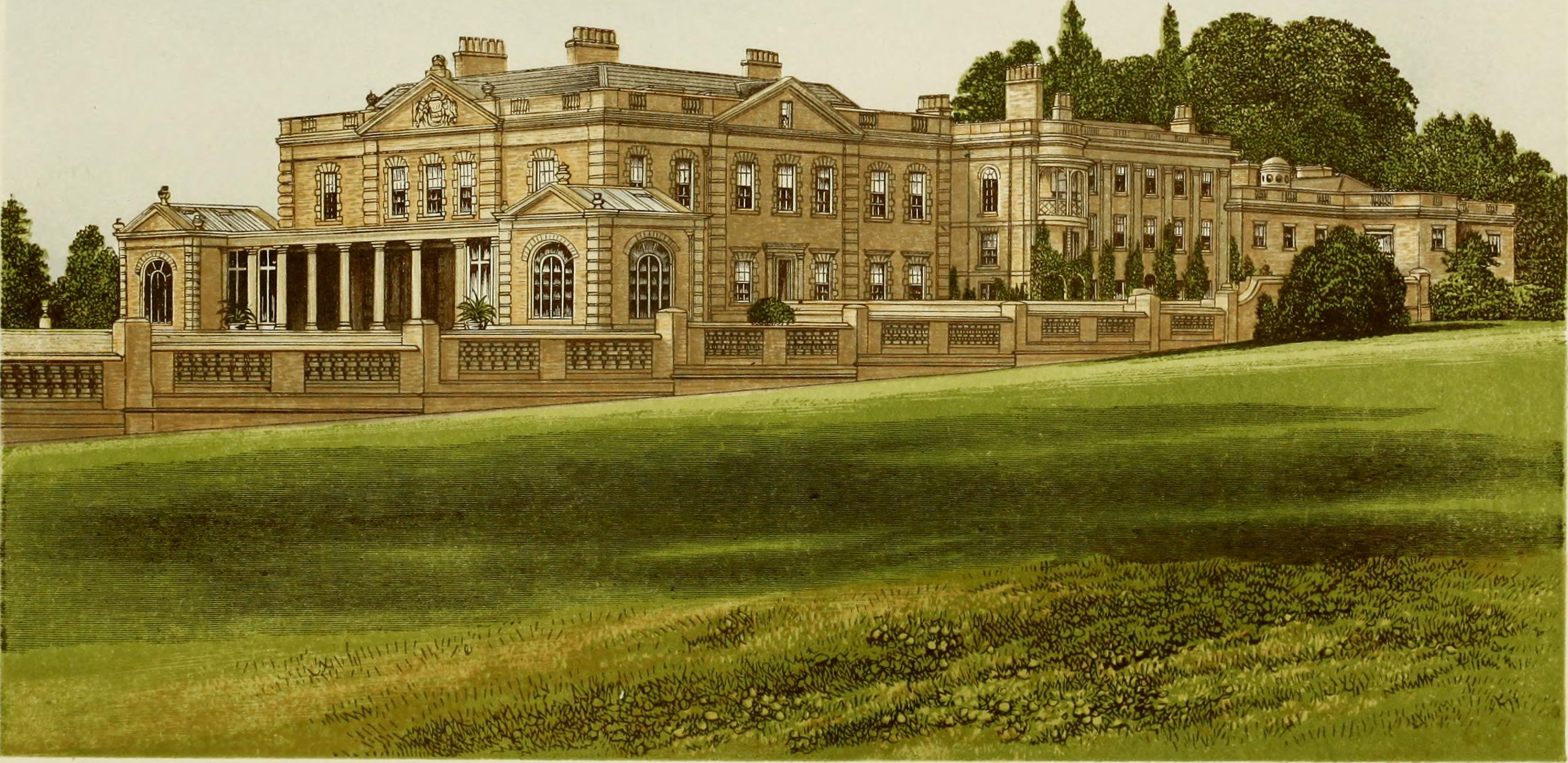
Gunton Hall, lithographie du XIXe siècle

Le domaine appartient à la famille Gunton au XIIe siècle, à la famille Berney au XVIe siècle et plus tard à la famille Jermyn. La maison actuelle est construite pour William Harbord (1er baronnet) dans les années 1740 par l'architecte Matthew Brettingham. En 1775, Harbord Harbord (1er baron Suffield), député de Norwich, charge James Wyatt de faire d'importants ajouts à la maison. Les jardins sont développés par Charles Harbord (5e baron Suffield), employant William Milford Teulon comme paysagiste. Cependant, la maison est presque détruite par un incendie en 1882 et reste à l'abandon pendant près d'un siècle avant que Kit Martin, un architecte, n'achète la maison en 1980 et ne la transforme en logements individuels. Il est entouré d'un parc de cerfs de 1 000 acres. Le hangar à bateaux est reconstruit en atelier par l'artiste Gerard Stamp en 2004 .
L'église St Andrew, Gunton dans les bois à l'est de la salle est une église de l'Église d'Angleterre. L'église est construite en 1769 et conçue par Robert Adam pour Sir William Harbord, pour remplacer une église médiévale. Elle est classée et est sous la garde du Churches Conservation Trust.
La scierie de Gunton Park est une scierie de 1824 alimentée par un étang de moulin sur Hagon Beck.